# Sambasa Nzeribe
Sambasa Nzeribe es un modelo, animador y actor de cine y televisión nigeriano. 

## Biografía
Nzeribe proviene del Estado de Anambra en Nigeria. Su nombre de nacimiento es Chiedozie Nzeribe Siztus. Creció en Isolo, estado de Lagos. Desarrolló su pasión por la actuación mientras crecía y fue muy activo con el coro de la iglesia y grupos de teatro.

## Carrera
Ha participado en películas nigerianas, como A Mile from Home (2013) Out of Luck (2015), Just not Married (2015), A Soldier's Story (2015), Hotel Choco (2015), The Wedding Party (2016), The Island (2018), Slow Country (2018), Elevator Baby (2019), Kasala (2018) y The Ghost and the Tout (2018). En 2016, ganó su segundo AMVCA consecutivo al mejor actor en un drama.

## Filmografía
- A Mile from Home (2013)
- Out of Luck (2015)
- Just Not Married (2015)
- A Soldier's Story (2015)
- Hotel Choco (2015)
- The Wedding Party (2016)
- The Island (2018)
- Slow Country (2018)
- Elevator Baby (2019)
- Kasala (2018)
- Coming from Insanity (2018)
- The Ghost and the Tout (2018)
- Four Crooks And A Rookie (2011)